# Liviu Cornel Babeș
Liviu Corneliu Babeș (n. 10 septembrie 1942, Brașov – d. 2 martie 1989, Brașov) a fost un electrician la Trustul de Prefabricate și un pictor amator talentat din Brașov. 

## Suicid prin incendiere
S-a autoincendiat la 2 martie 1989 pe pârtia de schi Bradu din Poiana Brașov în semn de protest față de regimul comunist din România - lăsând în urma lui o pancartă cu mesajul „Stop Murder! Brașov = Auschwitz.” A fost dus la Spitalul Județean din Brașov, unde a murit după câteva ore.

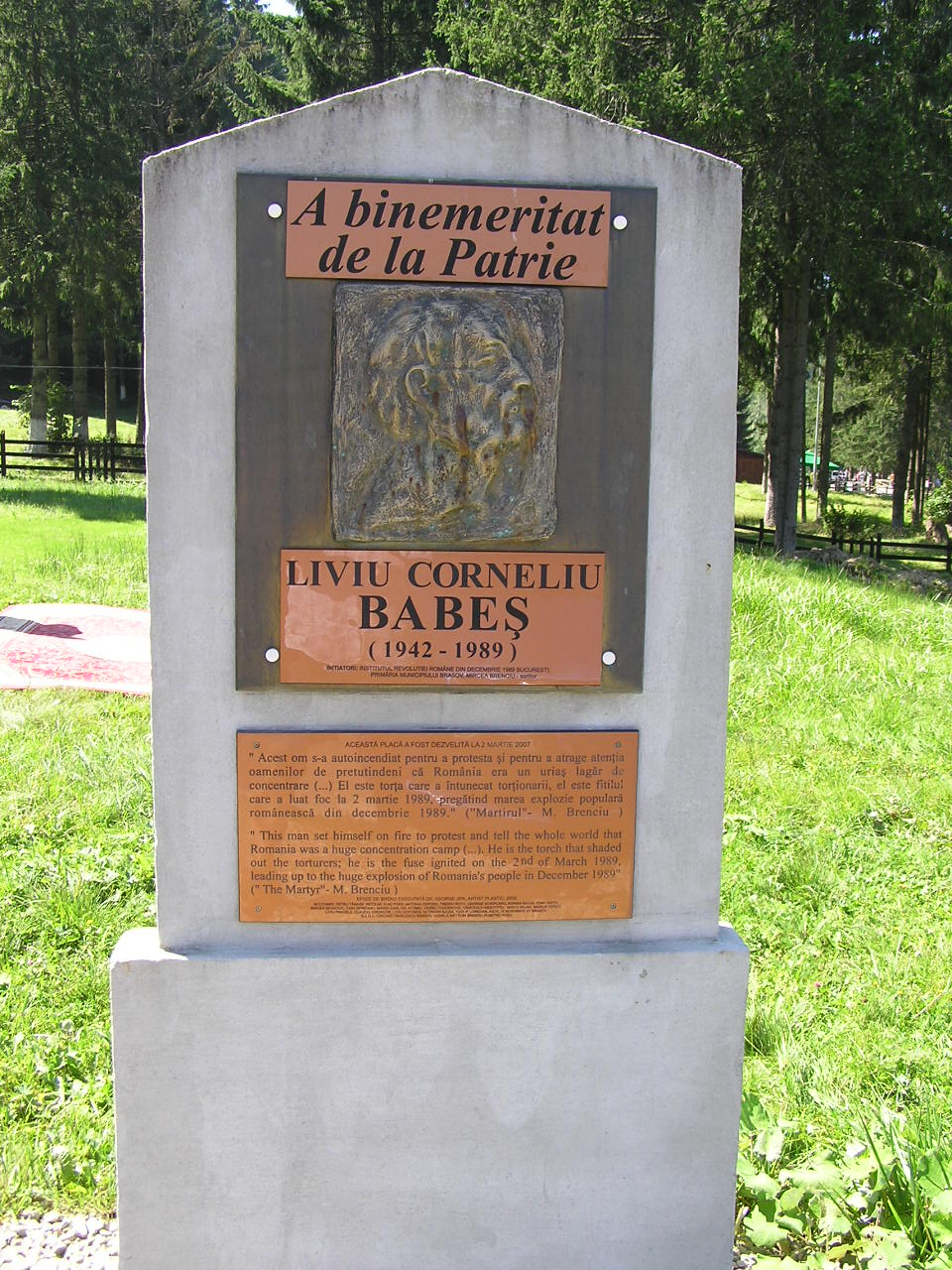
Piatră comemorativă în Poiana Brașov

Prin Legea nr. 93 din 3 iunie 1997, Liviu Cornel Babeș a fost declarat erou-martir. 

În prezent, o stradă din Brașov poartă numele lui Liviu Cornel Babeș.
În data de 2 martie 2007, în memoria martirului a fost dezvelită o placă de bronz comemorativă pe soclu, în curtea Bisericii din Poiana Brașov. 